# Prévôté de Mathay
La prévôté de Mathay était une ancienne juridiction englobant les villes de Mathay, d'Écot, de Bourguignon, de Vermondans et de Bavans. Malgré sa position auprès de Montbéliard elle restera un fief relevant des abbesses de Baume-les-Dames puis des seigneurs de Neuchâtel-Bourgogne. 

## L'origine de la prévôté
La poosté (prévôté) de Mathay, fondée vers le VIe siècle, était une juridiction seigneuriale et judiciaire appartenant à Garnier, maire du palais de Bourgogne qui en fit don à l'abbaye de Baume-les-Dames. Les terres qui la composaient avaient été données par les seigneurs de La Roche et de Montfaucon.

## Le prévôt deMathay
Déjà en 1162 l'abbesse, Étiennette de Montfaucon, demandait l'arbitrage de l'empereur Frédéric Barberousse en sa qualité de comte palatin de Bourgogne pour se plaindre de la dureté et des exactions du prévôt de Mathay Thierry de Soye. Devant les plaintes de l'abbesse et des habitants de la prévôté le comte se rendit à Vesoul tenir le plaid (assemblée sur le modèle germanique) général du comté et décida que le prévôt ne pourrait tenir plus de deux plaids par an, ni exiger des habitants une redevance, que si les habitants réclamaient la juridiction de l'abbesse ou du vicomte le prévôt devrait se dessaisir, que les villageois qui voudraient abandonner la prévôté ne pourraient pas être poursuivis comme fugitifs ni leurs biens être saisis, que les fermiers ne pourraient pas siéger aux plaids et que si le prévôt contrevenait à ces règles il serait condamné à payer dix livres d'or. Dans cet acte la prévôté est appelée potesta qui signifie juridiction, district, seigneurie.
Ce n'est qu'en 1301 que les seigneurs de Neuchâtel-Bourgogne porteront le titre de prévôt de Mathay et reconnaissaient se voir remettre de l'abbesse ce fief qui se composait des terres de Mathay, Écot, Villars, Luxellans, Châtel-Sainte-Marie, Bourguignon, Vermondans et Bavans. Le seigneur de Neuchâtel-Bourgogne prenait le soin de faire distinguer ses droits de la vicomté de Baume-les-Dames de ceux de la prévôté de Mathay afin que ces fiefs puissent être partagés plus facilement entre ses héritiers.
En 1306 Thiébaud IV de Neuchâtel-Bourgogne se rendait en personne à Mathay et se voyait spécifiées par les habitants de la prévôté les coutumes et les usages qui y avaient cours. À partir du milieu du XIVe siècle l'abbesse de l'abbaye Sainte-Odile affranchissait du vasselage les sires de Neuchâtel-Bourgogne, elles ne garderont à Mathay que quelques biens et abandonneront à Thiébaud V de Neuchâtel-Bourgogne la prévôté.

## Les droits particuliers de la prévôté
Le seigneur de Neuchâtel-Bourgogne était vicomte (c'est-à-dire lieutenant du comte) pour ce qui relevait de la justice et du commandement des troupes dans le ressort de la prévôté, dans le même temps il était convenu que les habitants étaient administrés exclusivement par le prévôt et le maire. Le prévôt était le chef de la commune, le juge et parfois le questeur pour le comte ; il arbitrait les querelles, punissait les coupables par des amendes et décidait des règlements de police avec le concours des habitants.
Par la charte d'inféodation (en 1306) du fief de la prévôté de Mathay (nommée aussi pooté) il était stipulé que ni le prévôt ni le maire ni personne de leur maison ne pouvaient être entendu comme témoin d'un crime ou d'un délit, que si le prévôt ou le maire ou quelqu'un de leur famille étaient coupable d'un délit il serait soumis à la justice de la seigneurie de Neuchâtel-Bourgogne, que ses habitants étaient soumis à la juridiction du prévôt et du maire avant le droit de justice du seigneur de Neuchâtel-Bourgogne, que dans le cas où les habitants devaient aller plaider dans une autre juridiction ils avaient droit au conseil et à l'assistance du prévôt. Les droits des habitants de la prévôté étaient très important pour l'époque, ils ne n'étaient jamais qualifiés hommes de qui que ce soit ; ils n'étaient ni gens de poursuite, ni taillables, ni corvéables à volonté, ni obligés à l'ost et à la chevauchée (service militaire à pied et à cheval), ni au guet ou à la garde au château de Neuchâtel. Ils avaient le droit, très envié à l'époque, de s'assembler pour délibérer de leurs affaires, ils ne devaient pas la taille, ni la poule à carnaval, ni les corvées aux gros ouvrages, ni la voiture de bois à noël, ils n'étaient assujettis à aucun terrage, ni à aucune banalité. Ils bénéficiaient de la protection du seigneur de Neuchâtel-Bourgogne (...li sire de Nuefchastel doit et est tenuz recepter ceulx de la postey devant touz les homes à Nuefchastel, se nécessitey lours est... archives de Neuchâtel). Ils pouvaient, contre un faible droit, quitter la prévôté et les pauvres qui ne pouvaient pas s'acquitter de ce droit ne pouvaient pas être poursuivi.

Au XIIe siècle il n'y avait qu'un prévôt à Mathay mais à partir du XIVe il lui fut adjoint un maire. Celui-ci était l'officier de basse-justice et le subordonné du prévôt. Il établissait les bans ordonnés par le comte et le vicomte,  réglait les délits ne dépassant pas deux ou trois sous d'amendes et avait le droit de prélever trois sous sur celles de soixante sous, les plus fortes appliquées dans la prévôté.

## Tenue d'unplaid
Le prévôt n'avait pas le droit d'avoir sa résidence à Mathay. Lorsqu'il y venait, il ne pouvait rien exiger des habitants sauf lorsqu'il présidait les plaids où il était défrayé pour le payement de sa déplace. À cette occasion les habitants de Mathay, Luxelans et Bourguignon tenant un meix, lui devaient, ainsi qu'au maire, un pain et un denier et ceux de Bavans et Ecot un denier chacun ; s'ils ne s'acquittaient pas de cette redevance dans les huit jours du plaid ils étaient alors condamnés à deux sous d'amendes (...lidiz inhabitans les villes de Malthay et de Bourguignons, tenans meix, doivent de annuel cense és prevost et maire, le jour dud plait, ung pain et ung denier...item, cils de Lucelans, pain et denier...li inhabitans la ville de Bavans et de Escous doit ung chascun ung denier tant follement à chascun plait...cil qui doit le pain et denier se il ne les paye deans huict jours, est tenuz au prevost et au maire en deuz solz pour amende... archives de Neuchâtel).
Trois jours avant la tenue du plaid les pêcheurs des communes devaient se livrer à leur activité et apporter le produit de leur pêche au seigneur et à ses officiers, si la quantité n'était pas suffisante chaque pêcheur devaient verser au prévôt et au maire deux sous d'amendes sauf si "ils ne jurent devant tous, leur pêche à la main, qu'ils ont fait tous leurs efforts pour faire bonne pêche sans nulle fiction" dans ce cas le prévôt pouvait, s'il les croyait sincère, lever l'amende (...lid plait général doit estre commandé, par trois jours devant ce que on le tient,...li peschours de la postey doivent peschier continuelment de lours pouhoirs par trois jours...et se lours services ne sont suffisans, un chacun peschour est tenu au prevost et au maire en deux solz pour amende..., se ilz ne jurent devant tous, lours pesche à la main, que ilz ont fait leur pouhoir de peschier senz aucunne fiction... archives de Neuchâtel).
Les plaids (ou essisses) se tenaient deux fois par an (...que cil mesme visconte, li prevost et li maire ont et tiennent douhes foyes en l'an le plait general en la ville de Malthay, c'est assavoir, au mois de fevrier et en athun sus les inhabitans les villes devant dictes... archives de Neuchâtel) au mois de février et vers la saint Martin au village de Mathay sous les tillots devant l'église (...soubz les arbres prez de l'église parochiale d'icelle ville, ouquel lieu l'on a accoustumey de tenir les plays generaux.... archives de Neuchâtel).
Ils étaient annoncés par le vieble, qui était le messager de la prévôté ou à défaut le plus ancien des habitants (...estre dit, rapourtés et estre recognuz publicment par Henry dit Vieble ; liquel Henry, pour et en nom des devants diz homes, raporta et dit les droiz, les statuz, la maniere  et les costumes dud lieu en ceste maniere... archives de Neuchâtel), et qui était payé pour ce travail. Le plaid était présidé par le maire et le prévôt qui réglaient tous les problèmes administratifs et de police, la vérification des poids et des mesures (...li prevost et li maire doivent mesurer et règler toutes les mesures de la postey... archives de Neuchâtel), l'institution des messiers et des forestiers, la conformité des charrières (chemins publics) à une largeur de 22 pieds et qu'ils ne soient pas encombrés sous peine d'amende.
Les jugements y étaient rendus selon les statuts et les coutumes que le prévôt ne pouvait ni enfreindre ni réformer. Tous les habitants avaient voix délibérative à l'exception des locataires et des pensionnaires qui ne pouvaient y venir que s'il y avait une plainte ou une clameur contre eux ou s'ils devaient y débattre d'un problème les concernant. Les habitants qui ne participaient pas au plaids sans raisons valable devaient deux sous d'amendes au prévôt et au maire (...li inhabitans les villes devant dictes, qu'ilx sont tenuz au plait ou à l'assise, se ilz deffaillent ou se ilz ne comparent à la journée assignée aud plait ou assise, et qui ne poursuiguent led plait, ilz enchiesent, et sont tenuz esdiz prevost et maire en deux solz pour amende... archives de Neuchâtel).
Lors du plaid, tous les délits étaient jugés. Personne ne pouvait porter plainte dans un autre lieu sous peine d'amende (...que se aucun de la postey se plaint à aucune justice, il est tenu au maire et au prevost en deux solz pour émende... archives de Neuchâtel) et ne pouvait être traduit en justice en dehors de la prévôté ; les plaintes devaient indiquer le nom du demandeur et les motifs; si des étrangers devaient participer, il fallait l'accord du prévôt ou du maire (...ne doivent estre citez ou convenuz cilz de la postey se li fait ne lours est déclarey pourquoy on les fait convenir, ou le nom de celui qui les fait convenir...que s'il avient qu'aucun de la postey plaidoyat à personnes extranges, il doit avoir le consoil dou prevost ou dou maire... archives de Neuchâtel).  Les amendes  du destroit (c'est-à-dire pour les délits fait dans la limite du ressort de la juridiction) revenaient exclusivement au maire.

## Jugements, redevances et règlements de police[5]
- Pour les mariages disproportionnés à l'exclusion du fort-mariage (union avec une personne d'une autre seigneurie) l'amende était de deux sous ou sols (cela équivalait au prix courant d'une mesure de blé de quatre-vingt à cent livres). C'était un usage relevant des anciennes lois des peuples Trans-rhénins tirées des lois Ripuaires (titre 58 : dans le cas d'une alliance disproportionnée leur postérité sera de la moindre des deux conditions archives de Neuchâtel[4]), de la loi salique (titre 15, article 4 : amende de trente sols dans ce cas, archives de Neuchâtel[4]) et des lois des Visigoths (article 8, titre 1, livre 3 : privation des successions paternelle et maternelle, archives de Neuchâtel[4]).

- L'excocerie (violence brutale) avec armes émoulues (aiguisées), ce qui était moins fréquent, était puni d'amende (...li excocéours commestans excocerie, convencuz par les pers de la postey, sont tenuz en seixante solz et ung denier au vyconte... archives de Neuchâtel[4]).

- La violence par jet de pierre et l'effraction avec une arme étaient punis également d'une forte amende (...que se aucun gete pierre malicieusement à autrui...se aucun envahit autre, par arme émolue, dans les bosnes de la postey..., et il ne le siert, et il soit convaincus par les pairs, li gectanz est tenu au signour de Nuefchastel en sexante solz pour amende ; et se il siert celluy cui il gecte, sans sang, il doit au prevost et à maire trois solz, et se il y ha sang, neufs solz et les dommaiges du seru ; desquelz neufz solz li prevost et li maire doivent avoir trois solz... archives de Neuchâtel[4]).

- Le vol était puni par l'amende et si le voleur ne pouvait pas payer il était soumis à l'émutilation des membres à la volonté du seigneur (...que se aucun commect larrecin deans les bosnes de la postey, li fire puet et li lait lever dou larron sexante solz, et se li larres est telz, que peine pécuniaire ne se puisse lever de lui, li sire de Nuefchastel li puet soignier la premiere foys à sa voluntey par émutilation... archives de Neuchâtel[4]).

- Les larcins commis dans les lieux ou habitations publiques (moulins, hôpitaux ...) étaient soumis à la juridiction de corps, ce qui signifie à des peines corporelles (...et qu aure commis larrecin en l'église, en molin, en charrues, ou en malaterie, li sire de Neufchastel a en lui la juridiction dou corps selon le leffait... archives de Neuchâtel[4]).

- Les duels, qui étaient permis, étaient soumis à une amende. Le perdant était censé avoir toujours tort, il devait réparation au vainqueur et une amende au seigneur. Dans certains cas le duel était obligatoire et prescrit par le juge à défaut de preuve dans des affaires civiles et criminels (et se li délict est telz, que de telz fait champ de bataille doive se faire archives de Neuchâtel[4]), le perdant pouvait encore se voir infliger une peine corporelle par le seigneur. Les étrangers n'avaient pas le droit au duel.

- En cas d'outrage à l'abbesse de Baume-les-Dames ou au vicomté le prévôt devait laisser l'affaire être jugée par ceux-ci à moins qu'un duel n'en ait résulté.

- Les enlèvements de bornes étaient punis par des peines sévères (...quiconque hoste ou subravit bosnes mises par justice, doit et est tenu au vyconte en sexante solz pour amende... archives de Neuchâtel[4]).

- La chasse sans licence était interdite (...quiconque tent à oiselz ou à bestes salvaiges, senz le conseil du prevost ou du maire, se il y est treuvez par les pers, il est tenu au prevost et au maire en deux solz pour amende... archives de Neuchâtel[4]).

- En cas d'homicide le responsable pouvait se réfugier au château de Neuchâtel moyennant le paiement de soixante sous ; s'il ne pouvait pas être trouvé d'accord avec la victime ou sa famille et amis, le seigneur le faisait conduire hors de la seigneurie pendant un jour et une nuit (...que se aucun de la postey...aura perpétré homicide, li sire de Nuefchastel doit et est tenu recepter l'homicide pour sexante solz à Nuefchastel... se li homicide ne pouhoit accorder ès amis du mort, li sire de Nuefchastel doit et est tenu le conduire fuer de sa terre par ung jour et nuit... archives de Neuchâtel[4]) ; les deux parties s'affrontaient à main armée ou convenaient du paiement pour réparation du préjudice, dans ce cas les enfants du mort emportaient la moitié de la somme et les parents maternels et paternels l'autre moitié.

- Différentes redevances étaient appliquées, payables en argent, en cire, en blé ou en autres denrées telles que celles-ci:
  - Jean Cagnotte d'Ecot devait à la fin du XIVe siècle, le lendemain de Pâques un pucin (poussin) lequel doit être mis en une quarte (récipient) à mesurer blef (le blé), et dès le (du) fond d'icelle (de cette) quarte doit saulter sur le bort (bord) d'icelle quarte sans cheoir (tomber) dedans ni dehors, sous peine de soixante sols d'amende appliquée au seigneur.
  - Un cugneuil (pain de fleur de farine) d'une valeur de deux deniers pour la garde du bois du fays.
  - Pour leur meix et maisons ils devaient payer en gelines et en chapons.
  - La rente pour le droit de bourgeoisie était payé en cire.
  - Tendre à oiselx et bêtes sauvaiges (la chasse) n'était permis qu'après paiement d'une licence.

## Sources